# Wolkenkrabber

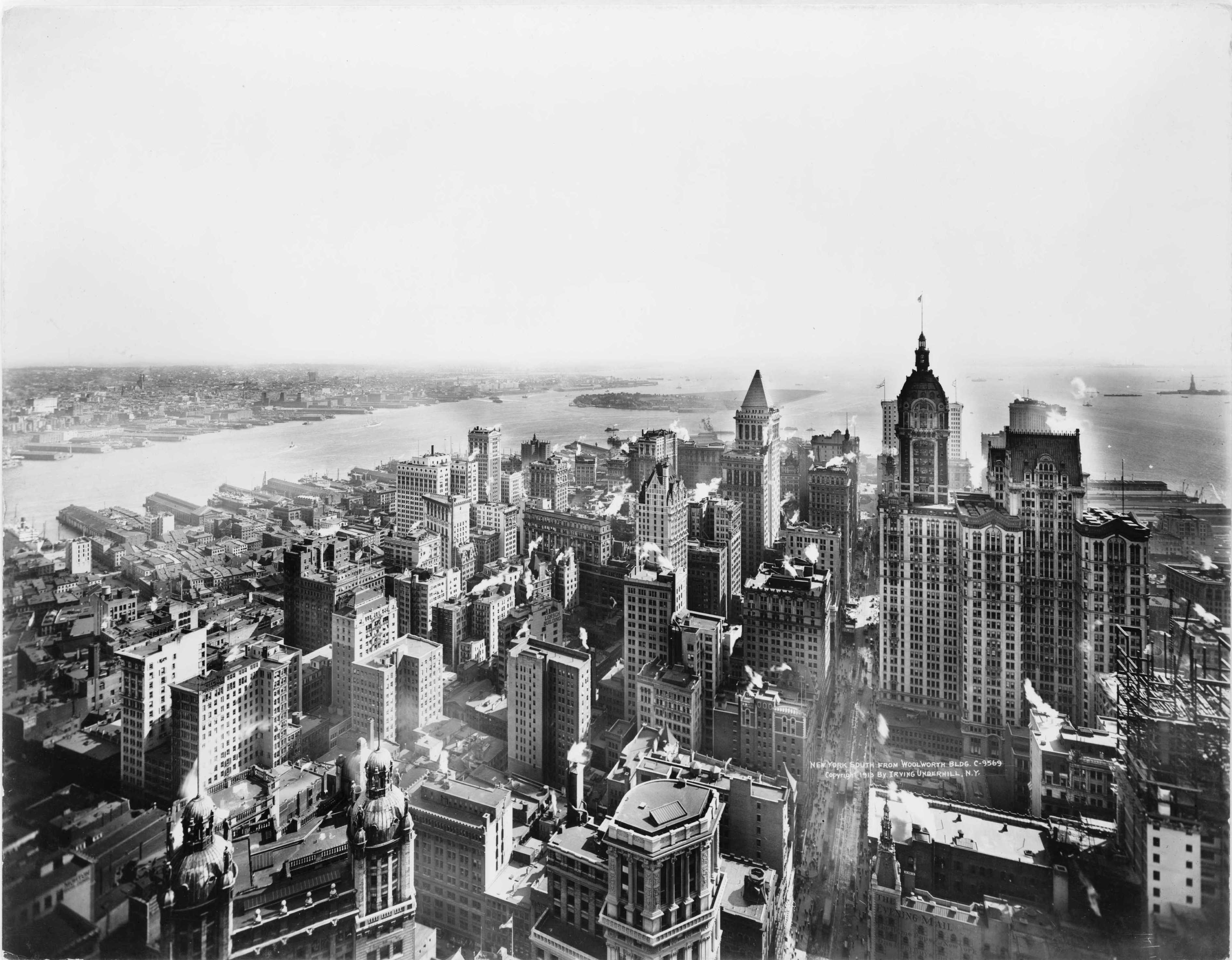
New York, 1913

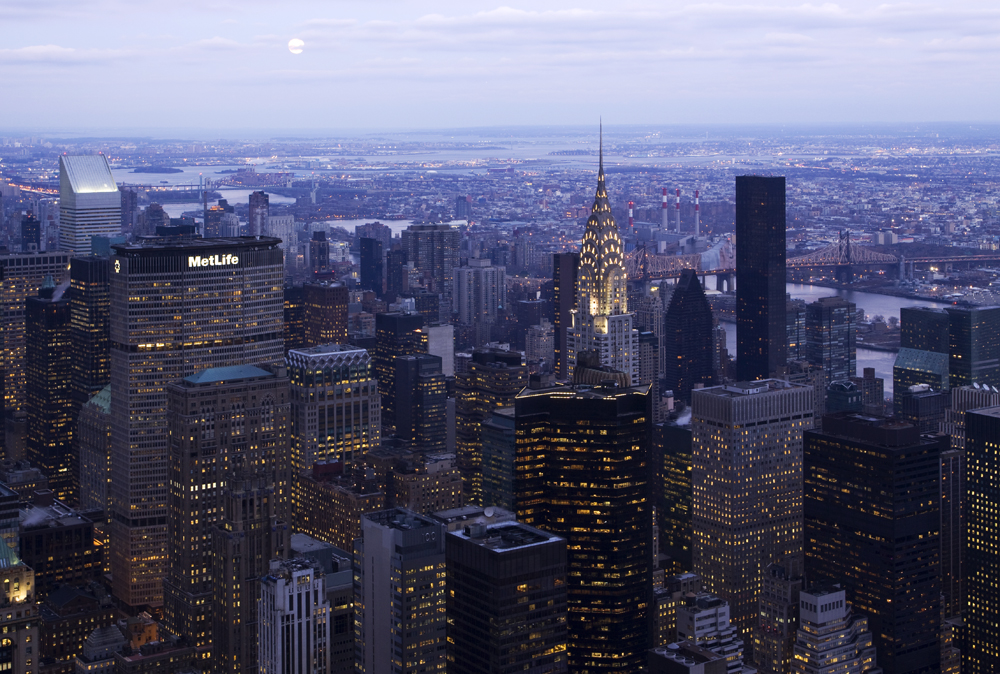
Chrysler Building, 319 meter

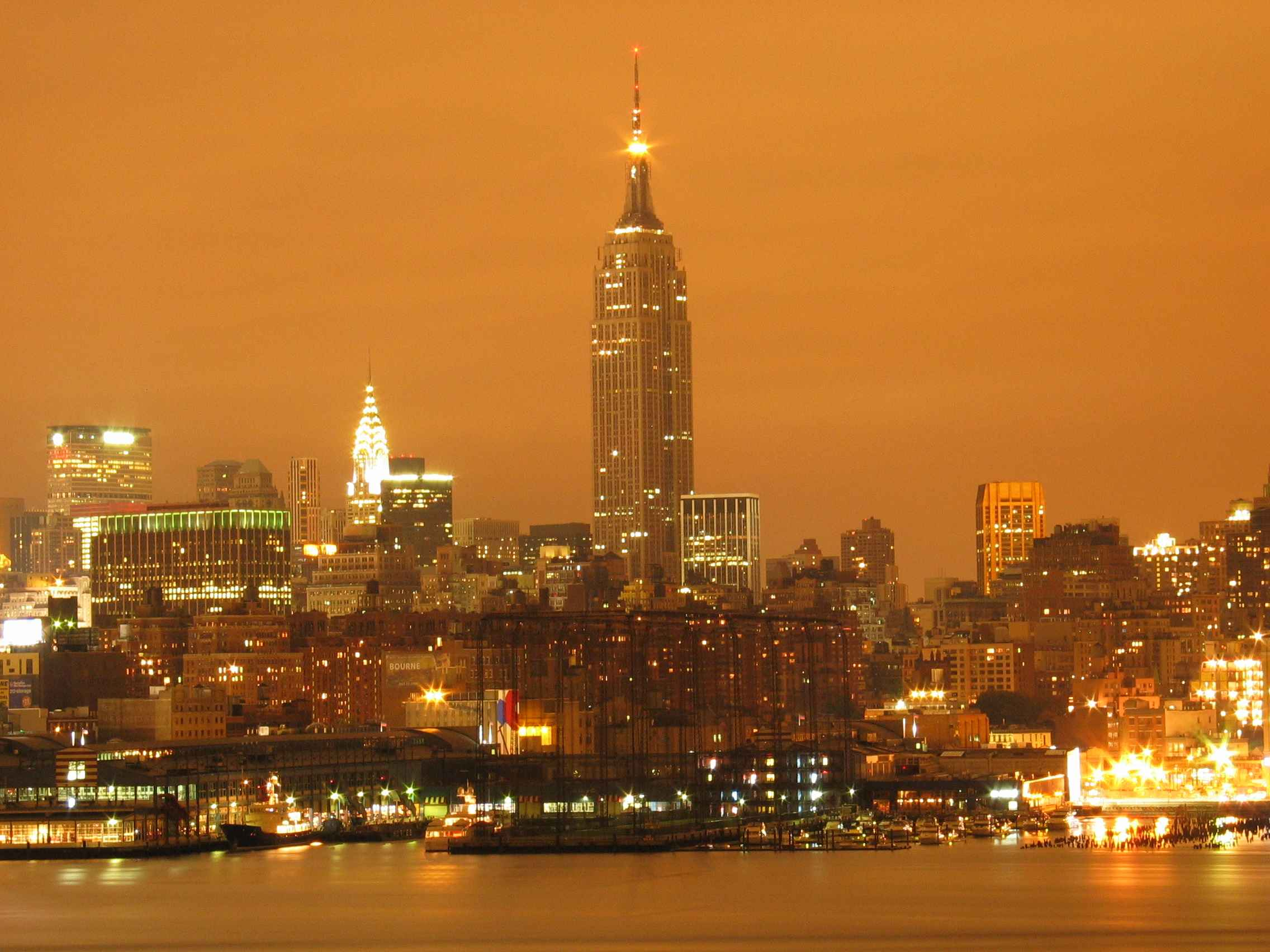
Empire State Building, 381 meter

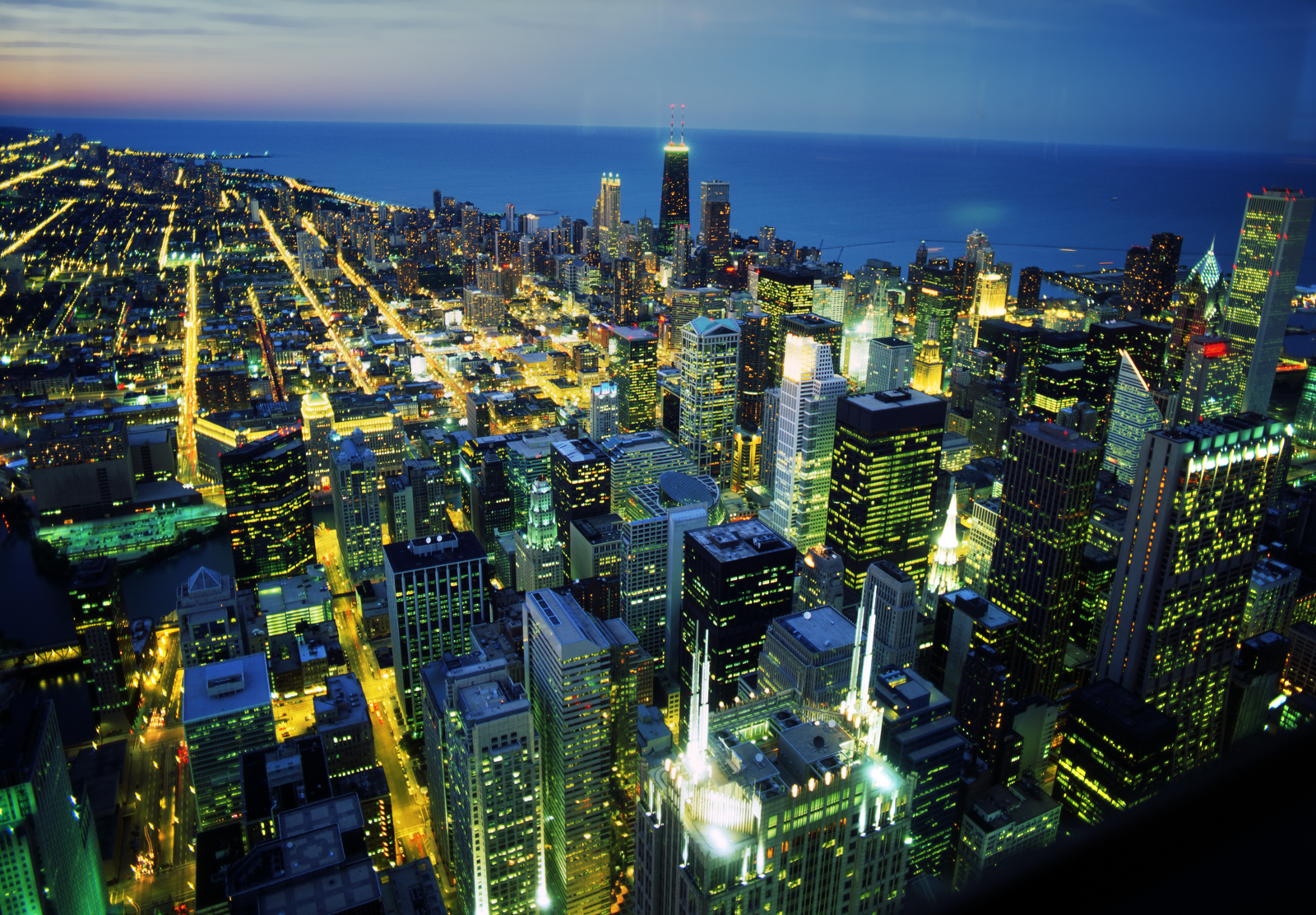
Chicago, 2006

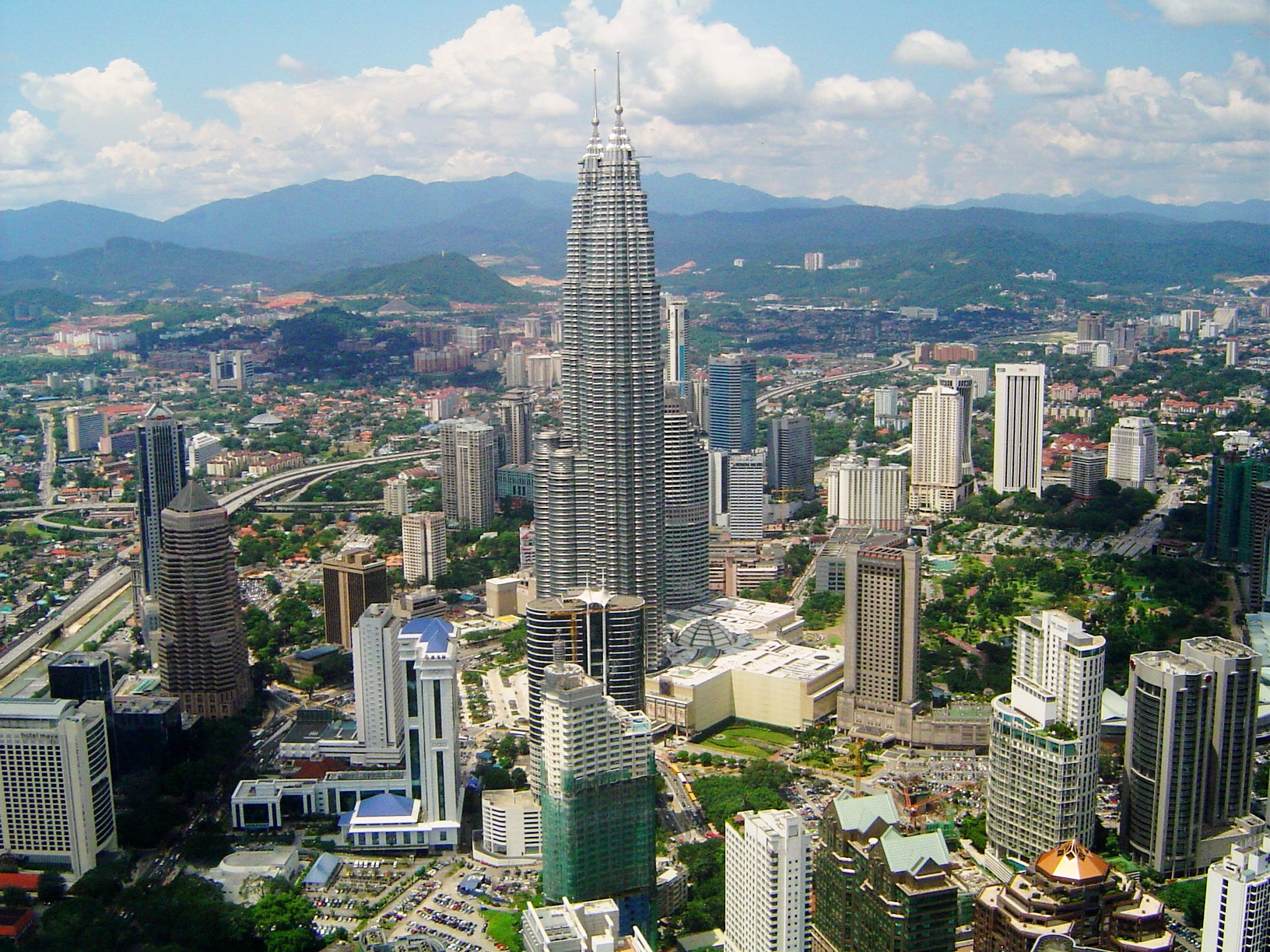
Petronas Twin Towers, 452 meter

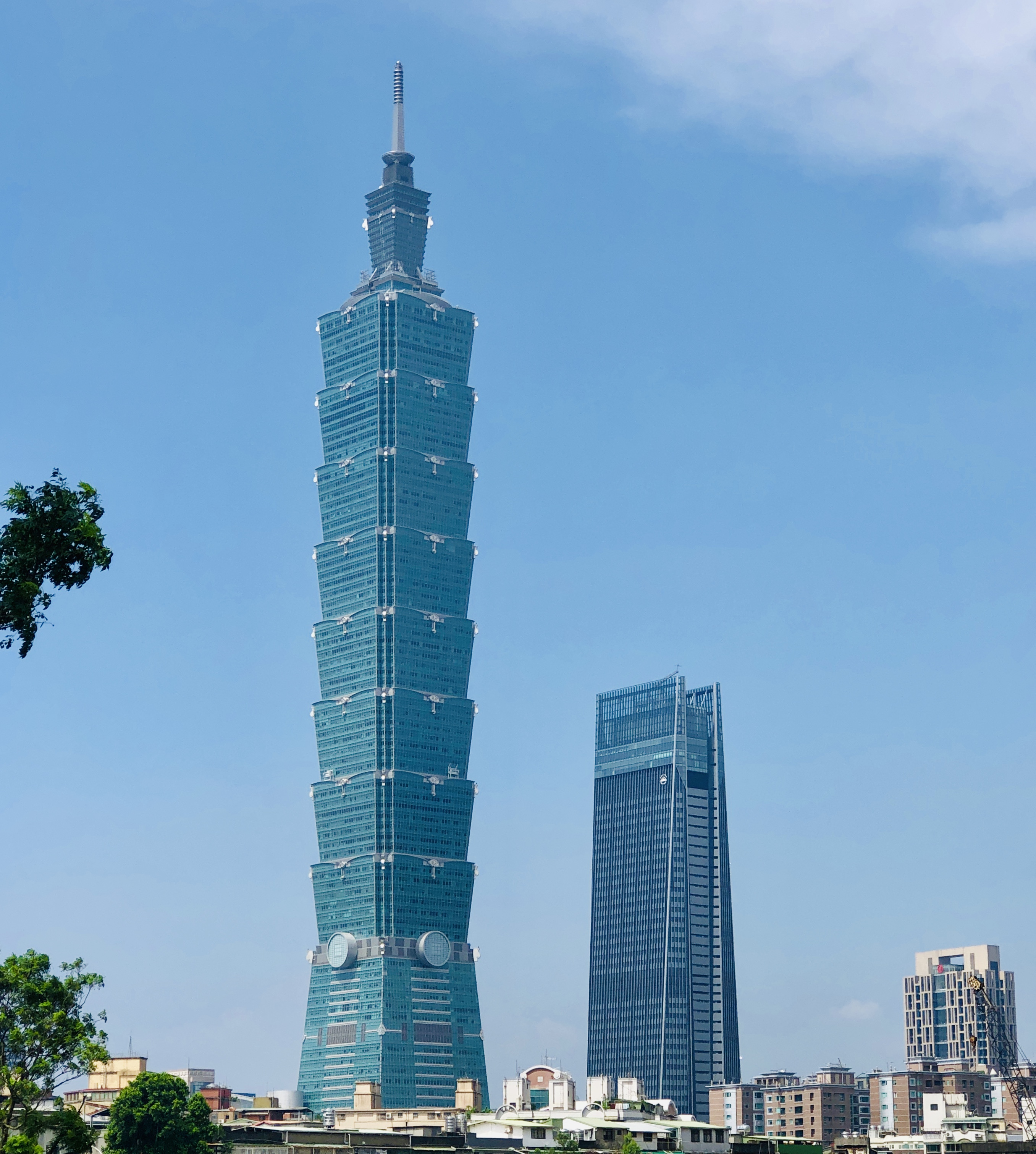
Taipei 101, 509 meter

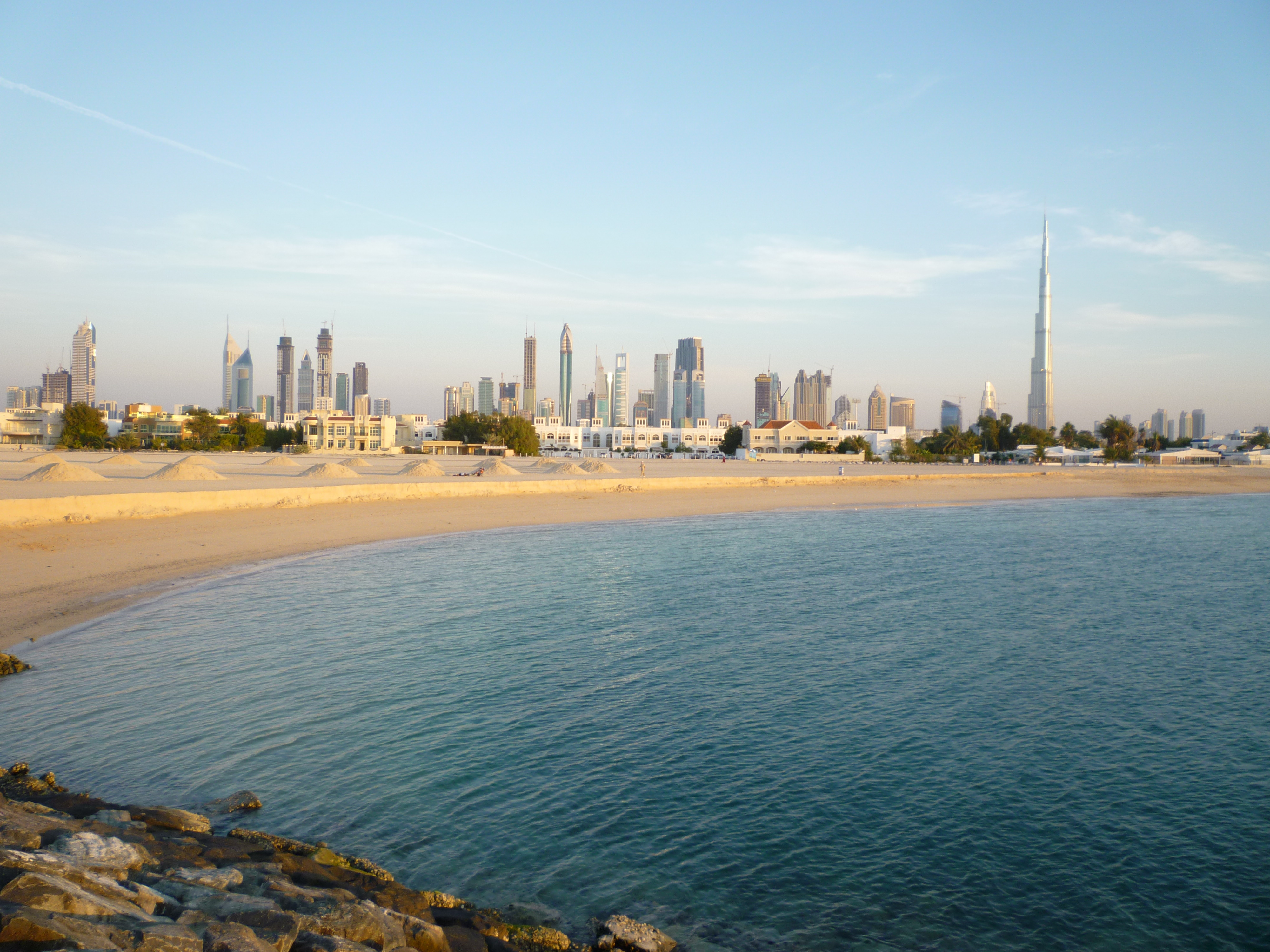
Dubai, 2010

Een wolkenkrabber is een bijzonder hoog gebouw dat gebruikt wordt om in te wonen of te werken. Uitkijktorens en zendmasten zonder reguliere verdiepingen, bijvoorbeeld de Eiffeltoren of de CN Tower, worden hier niet toe gerekend. Belangrijke technische factoren in de geschiedenis van wolkenkrabbers zijn onder meer de ontwikkeling van de lift en de toepassing van hoogwaardig staal en beton. De 97 meter hoge Boerentoren uit 1931 in Antwerpen wordt met zijn hoogte en stalen skelet beschouwd als de eerste wolkenkrabber van Europa . Het Witte Huis in Rotterdam was in 1898 met 43 meter hoogte het hoogste kantoorgebouw van Europa en werd gebouwd naar voorbeeld van de Amerikaanse wolkenkrabbers.
Of een gebouw beschouwd wordt als wolkenkrabber is sterk tijd- en plaatsgebonden. Als een gebouw de skyline bepaalt dan zal het over het algemeen het predicaat wolkenkrabber krijgen. Zo staat het slechts 40 meter hoge 12-verdiepingenhuis in Amsterdam uit 1932 sinds jaar en dag bekend als "de Wolkenkrabber". In Nederland spreekt men meestal over wolkenkrabbers bij hoogbouw boven de 100 meter. Omdat wolkenkrabbers per vierkante meter nuttige ruimte relatief weinig bodem in beslag nemen worden dit soort complexe constructies neergezet in gebieden met een hoge grondprijs zoals Manhattan of Hongkong.

## Ontstaan

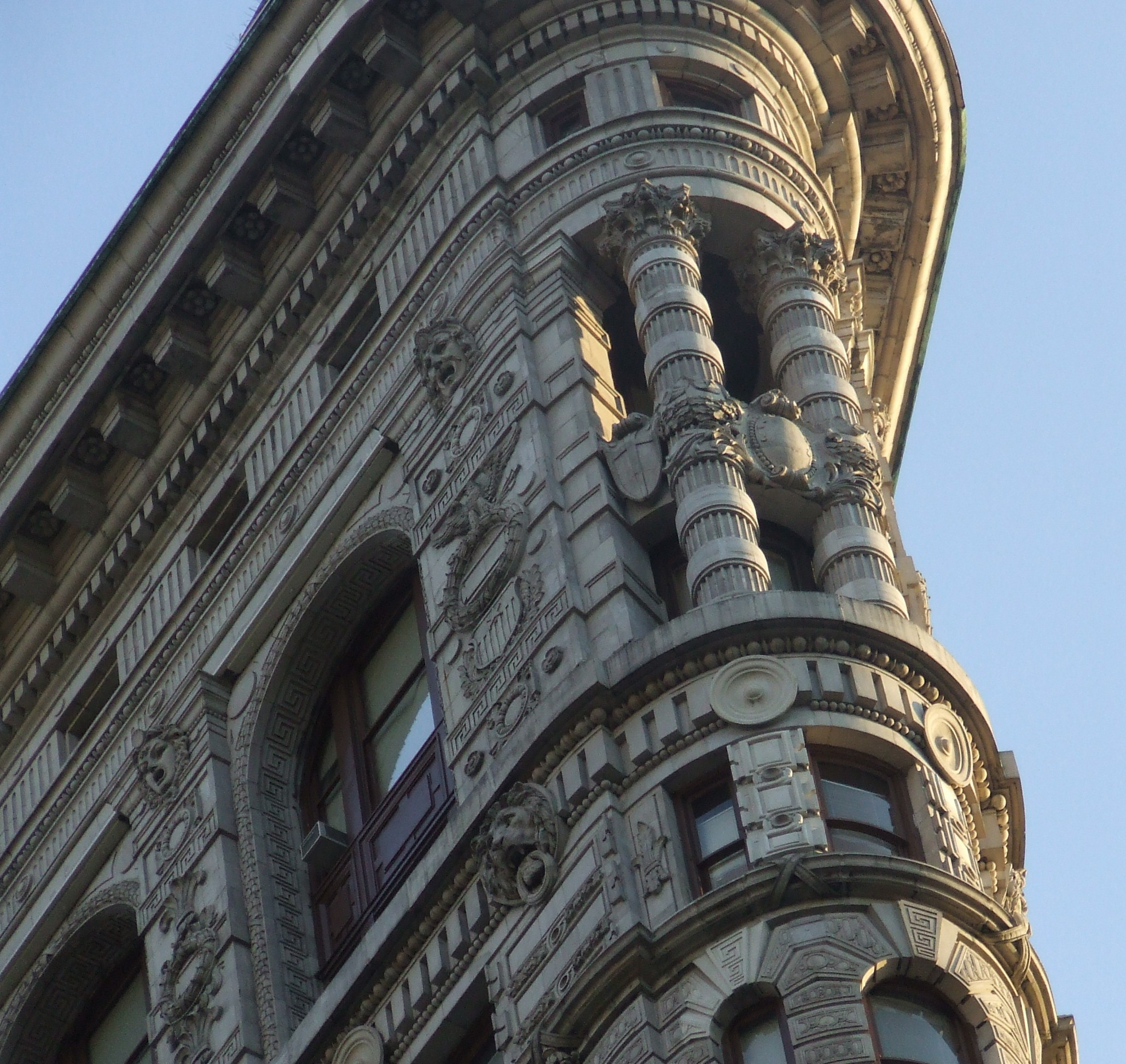
Flatiron Building

Hoge gebouwen werden reeds in de oudheid geconstrueerd maar aan het einde van de 19e eeuw kwam deze manier van bouwen pas echt van de grond. Voordat gebouwd werd met staalskeletten moesten de muren het volle gewicht van het bouwsel torsen en kon men alleen hoger bouwen door de onderliggende muren steeds dikker te maken. Bovendien maakte het gebrek aan moderne waterpompen en bedrijfszekere liften het leven op grote hoogte onprettig en onpraktisch. De hoogbouw hausse die de Verenigde Staten aan het einde van de 19e en het begin van de 20e eeuw overspoelde werd echter niet alleen aangejaagd door technische innovaties zoals de veiligheidslift van Otis uit 1852, de toepassing van gewapend beton en staalskeletten maar ook door economische prikkels als een stijging van de stedelijke grondprijzen en een daling van de staalprijzen. Het 42 meter hoge Home Insurance Building in Chicago uit 1885 wordt vaak beschouwd als de eerste echte wolkenkrabber. Hoewel de hoogte naar hedendaagse inzichten niet indrukwekkend is (de Burj Khalifa is bijna 20 keer zo hoog) maakte de architect William Le Baron Jenney als eerste bij de bouw van een hoog pand gebruik van een staalskelet, waardoor hoogbouw mogelijk bleek zonder de muren steeds dikker te maken. Op deze manier konden ook de latere (veel hogere) wolkenkrabbers worden neergezet. In 1891 werd in St Louis, Missouri het 45 meter hoge Wainwright Building afgebouwd, dat door de architect Louis Sullivan ook van een staalskelet was voorzien. Sullivan, die door velen wordt gezien als de vader van de wolkenkrabber, deed de uitspraak dat een hoog kantoorgebouw verheven en hoog moet zijn, met kracht, glorie en trots van beneden naar boven.

Wat is de hoofdeigenschap van een hoog kantoorgebouw? Het is verheven. Het moet hoog zijn. De kracht en sterkte van hoogte moet erin schuilen, alsook de glorie en trots van vervoering. Het moet ten voeten uit een trots en eerzuchtig gebouw zijn, dat oprijst in pure vervoering en dat van top tot teen een eenheid vormt zonder een enkele afwijkende lijn.
—  L. Sullivan 

Vanaf het begin van de 20e eeuw werden in de Verenigde Staten de constructies veelal hoger dan de traditionele gebouwen van hooguit vijf lagen waarbij het gebrek aan historisch waardevolle bouwwerken het vereenvoudigde om de centra te transformeren tot een indrukwekkende skyline met (vaak klassiek gedecoreerde) reusachtige bouwwerken. Het in 1902 opgeleverde en 87 meter hoge Flatiron Building is daar een mooi voorbeeld van. De architect Daniel Burnham liet de gevel in kalksteen en geglazuurd terra-cotta uitvoeren waarbij hij elementen van de Italiaanse en Franse renaissance-architectuur samenvoegde.

## Wedloop

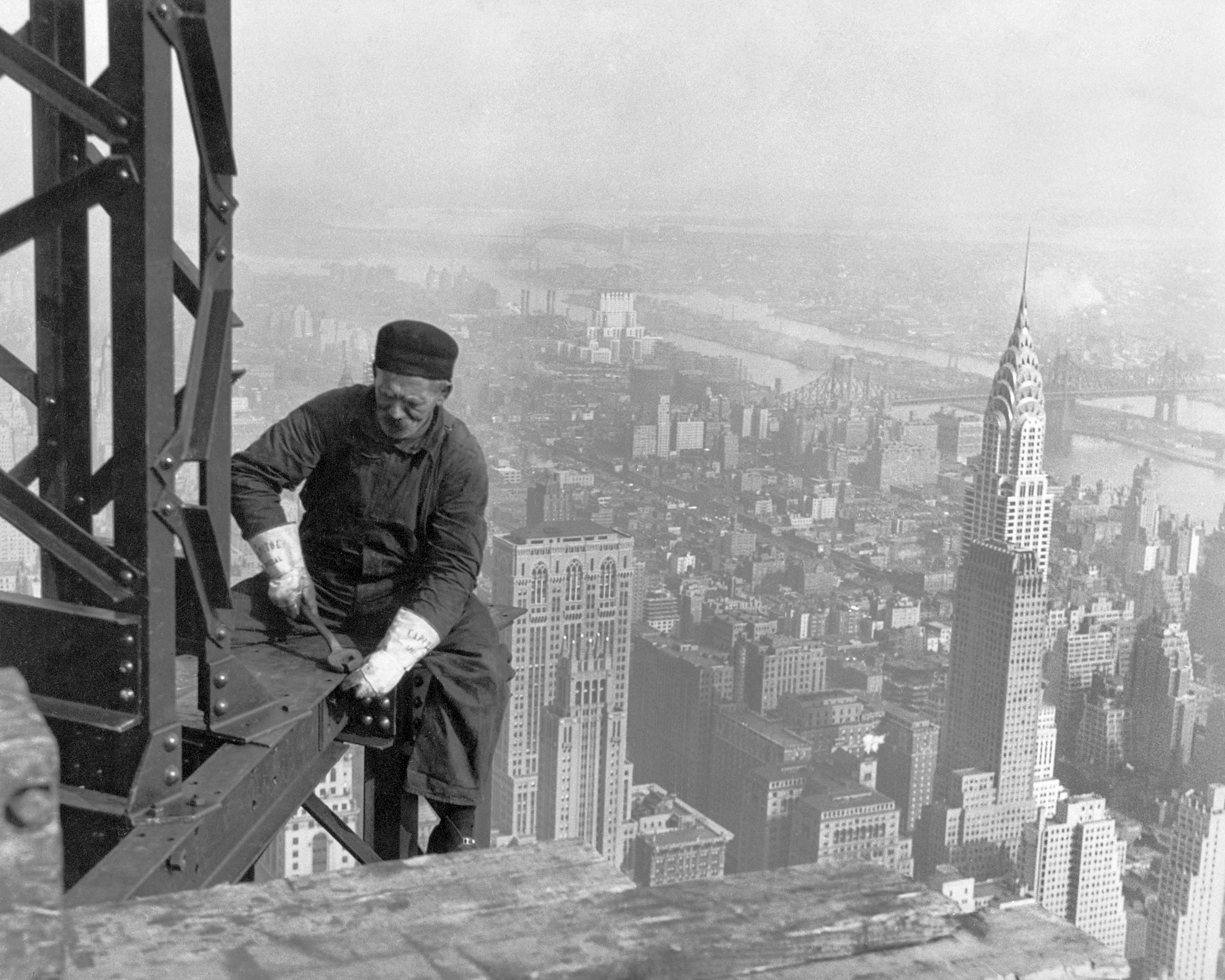
Empire State in aanbouw

In landen als het Verenigd Koninkrijk (Londen) en Australië (Melbourne) verrezen ook wolkenkrabbers, maar de Verenigde Staten bleef de toon zetten en de economische hausse tijdens de jaren 20 resulteerde in een race om de hoogste wolkenkrabber ter wereld.
Sinds 1913 was het Woolworth Building met 241 meter het hoogst en de beoogde opvolger was 40 Wall Street (the Bank of Manhattan Trust Building). Toen het gebouw in april 1930 na slechts 11 maanden bouw zijn top bereikte was dat inderdaad met 283 meter het geval, maar niet lang, want op 27 mei 1930 bereikte het Chrysler Building zijn hoogste punt. De bouw van dit 319 meter hoge in art deco uitgevoerde gebouw was al in 1928 begonnen met een voorgenomen hoogte van 282 meter. Om 40 Wall Street te overklassen hadden de ontwikkelaars van het Chrysler in het geheim een 38 meter hoge piek ontworpen waarmee zij de bankiers van Manhattan aftroefden. Maar dit fraaie door de architect William Van Alen ontworpen gebouw zou slechts 11 maanden de lauwerkrans dragen, in 1931 bereikte het Empire State Building zijn hoogste niveau en deze kolos van de architecten Shreve, Lamb & Harmon Associates bleef tot 1972 met 381 meter de hoogste wolkenkrabber ter wereld.

## Minimalisme
De wolkenkrabbers die vanaf de jaren vijftig het licht zagen waren functionalistisch en minimalistisch zonder ornament of opsmuk. Ludwig Mies van der Rohe ontwierp onder het credo less is more het 157 meter hoge Seagram Building (1957) en het 212 meter hoge 330 North Wabash (1973) terwijl Yamasaki en Robertson de geestelijke vaders waren van het gedoemde World Trade Center (1972-1973) waarvan de ene toren 415 en de andere 417 meter hoog was. In 1974 werd de 442 meter hoge Willis Tower opgeleverd, de hoogste wolkenkrabber ter wereld tot 1998.

## Opkomende landen en petrodollars
De Amerikaanse dominantie van de mondiale economie en de hoogbouw kenterde aan het einde van de 20e eeuw. De Aziatische tijgers transformeerden immers vanaf de jaren 80 hun stedelijke agglomeraties en plaatsen als Hongkong, Shanghai, Shenzhen en Singapore vervolmaakten een fascinerende skyline. In Kuala Lumpur cumuleerde de robuuste groei van het Maleisisch bruto nationaal product met meer dan 9% per jaar sinds 1988 en een hoge bevolkingsdichtheid in de Petronas Twin Towers en voor het eerst stond de hoogste wolkenkrabber op aarde niet meer in de Verenigde Staten. De door César Pelli ontworpen reuzen zijn 452 meter hoog, staan verankerd op een 120 meter diepe betonnen fundering en zijn voorzien van 74 liften. Vervolgens werden in 2004 de Petronas Twin Towers eveneens in hoogte overtroffen: in Taiwan verrees het 508 meter hoge Taipei 101, maar ook dit record was niet van lange duur, want de petrodollars van de Verenigde Arabische Emiraten zochten in Dubai op ongeëvenaarde wijze hun weg omhoog. Het boven de woestijn uittorende 828 meter hoge Burj Khalifa verwijst andere wolkenkrabbers naar Madurodam en zou de bouwers van het Empire State hebben doen duizelen. De ecologische voetafdruk van deze Arabische reus is overigens omstreden en de Burj Khalifa wordt door sommigen gezien als een uitwas van een ongewenste stedelijke ontwikkeling.

## Toekomstige ontwikkelingen

### Houten wolkenkrabbers
De afgelopen jaren zijn er al een aantal ontwerpen gemaakt en gebouwd van houten wolkenkrabbers. Het veertien verdieping tellend gebouw in Bergen dat bekend staat als Treet of The Tree werd het hoogste houten gebouw toen het in 2015 gereed kwam. Echter verloor het de titel aan het achttien verdiepingen tellende slaapzaal van de University of British Columbia in Canada, toen dat gebouw in 2016 gereed kwam.
Een 40 verdiepingen tellend gebouw Trätoppen werd in 2016 voorgesteld door de architect Anders Berensson, als toekomstig bouwproject in Stockholm. Daarmee zou het hoogste gebouw van Stockholm worden, alhoewel er nog geen directe plannen zijn om met de bouw te beginnen van de toren. Het hoogste geplande houten gebouw is het 70 verdiepingen tellend W350 Project in Tokio, dat in 2018 werd voorgesteld door het Japanse Sumito Forestry Co., een bedrijf gespecialiseerd in houten producten. Het gebouw zou worden gebouwd ter ere van het 350e jubileum van de oprichting van het bedrijf in 1691 en zou afgewerkt moeten zijn in 2041. Ook in 2018 werd een 80 verdiepingen tellend gebouw, de River Beach Tower, voorgesteld door een consortium waaronder de architecten Perkins + Will en de University of Cambridge. de toren die gesitueerd zou zijn op de oevers van de Chicago River in Chicago, Illinois zou 122 meter kleiner worden dat het W350 Project ondanks dat het gebouw tien verdiepingen meer telt.

#### Nederland
In Nederland is in Amsterdam een houten toren nabij het metrostation Spaklerweg gebouwd. Deze toren, HAUT genaamd, is zo'n 70 meter hoog en maakt deel uit van het stedelijk project Amstelkwartier. In Veldhoven zou de The Dutch Mountains worden gebouwd, echter door de expansiedrift van ASML wordt deze toren nu gebouwd aan de Dommel in Eindhoven, gelegen tussen het Station en de Technische Universiteit Eindhoven. Het gebouw dat zal bestaan uit twee houten torens met een hoogte van 110 en 150 meter. Als het gebouw wordt gerealiseerd, kan het aanspraak maken op de titel "hoogste houten gebouw van de wereld".

#### Bouw
Er wordt geschat dat een houten wolkenkrabber een kwart van het gewicht heeft van een gelijkwaardige wolkenkrabber van gewapend beton, daarnaast wordt de ecologische voetafdruk met zo'n 60 tot 75% verminderd. houten wolkenkrabbers worden ontworpen met kruislaaghout, ook wel Cross Laminated Timber of afgekort CLT genoemd. Dit hout geeft een stijfheid aan houten gebouwen. CLT panelen worden voor gefabriceerd en kunnen daardoor het bouwproces versnellen.

## Externe links

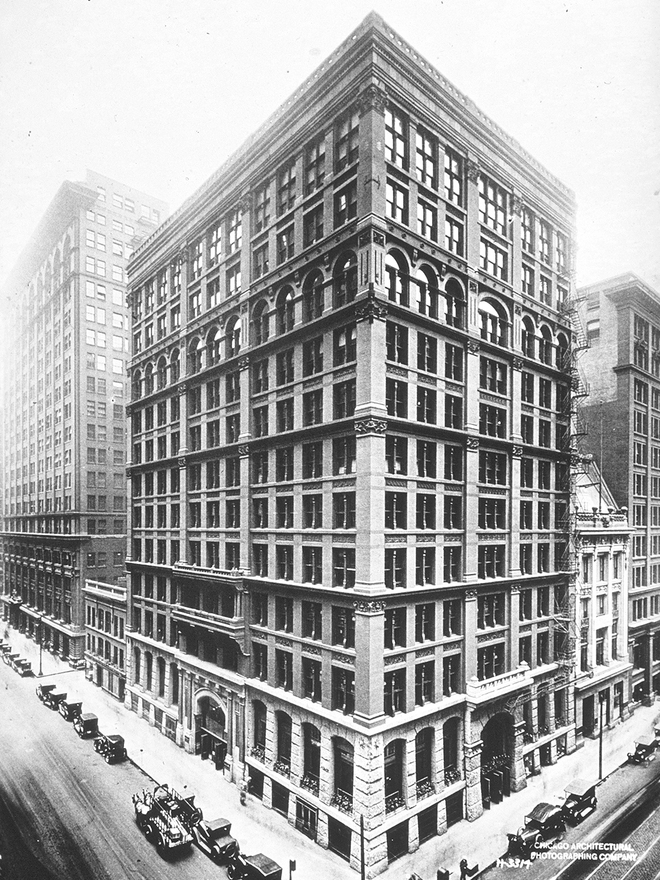
Home Insurance Building 1885
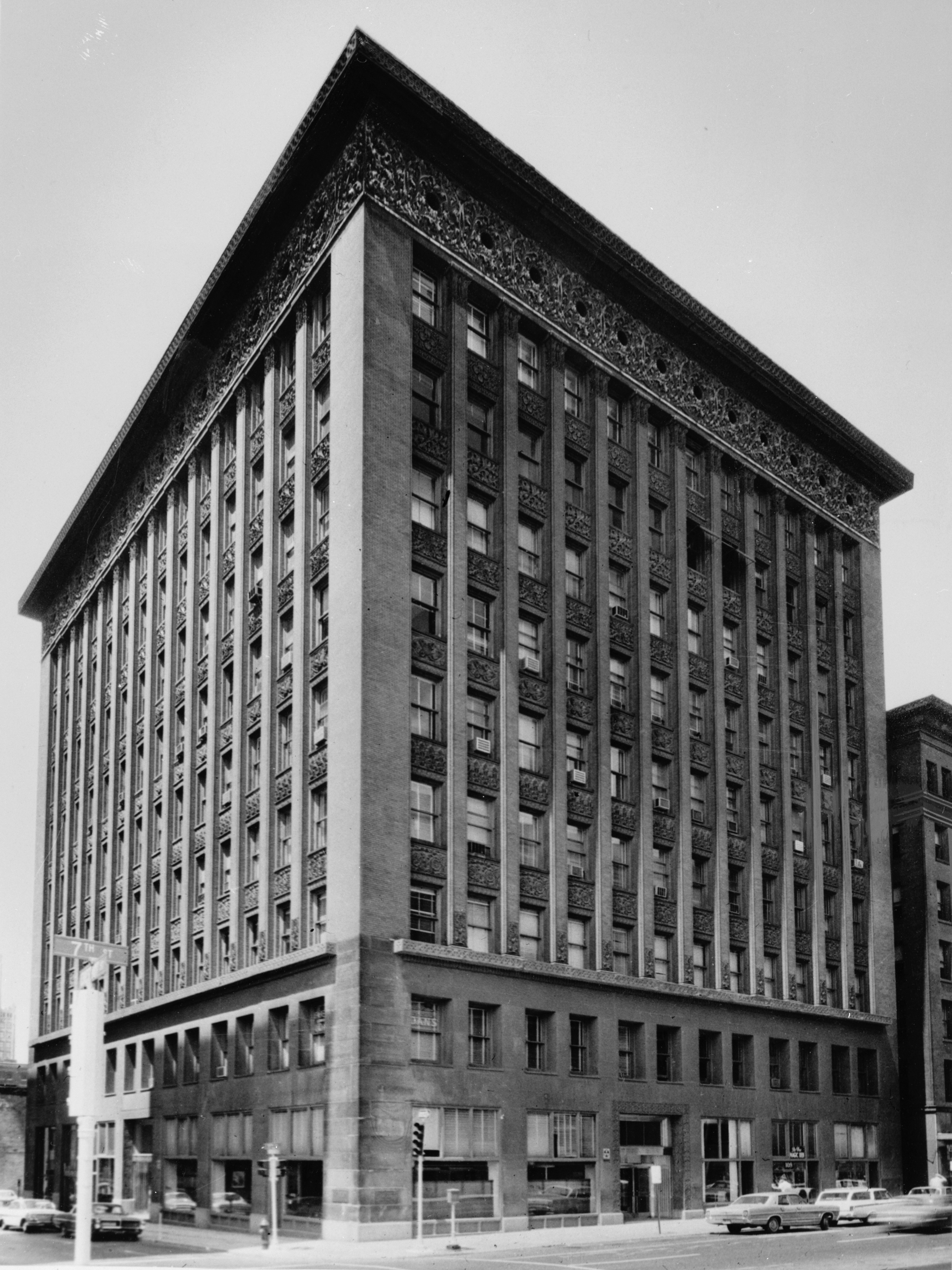
Wainwright Building 1891
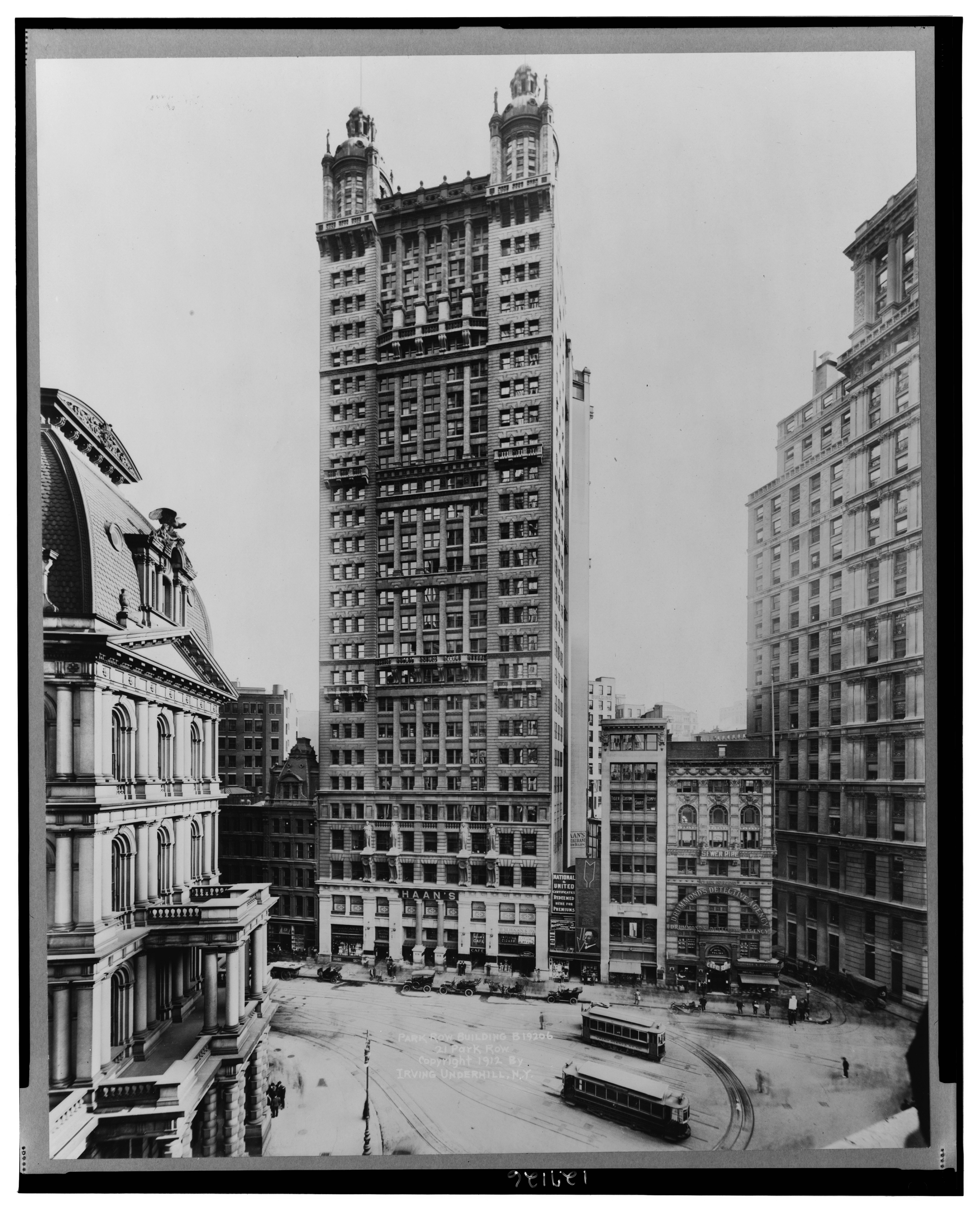
Park Row Building 1899
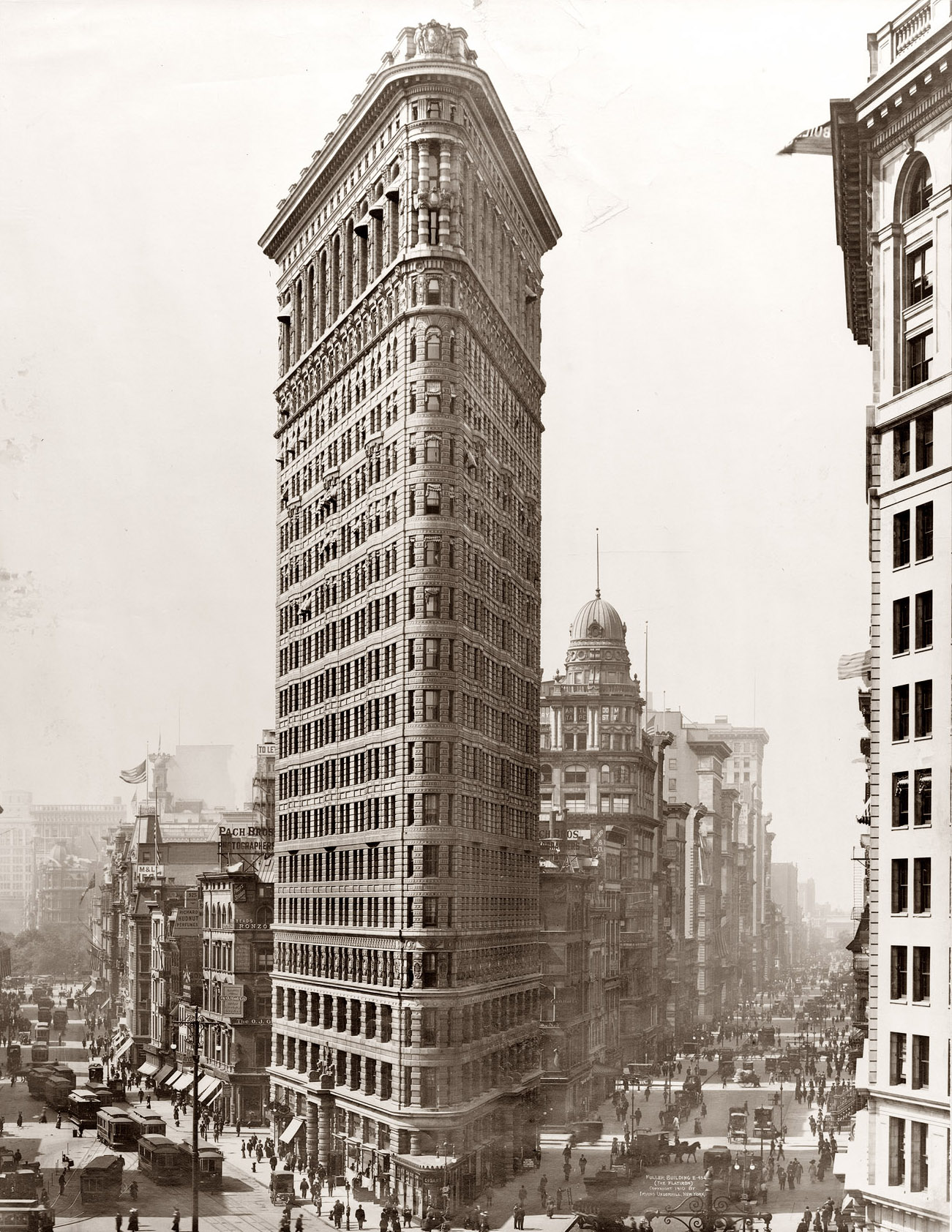
Flatiron Building 1902
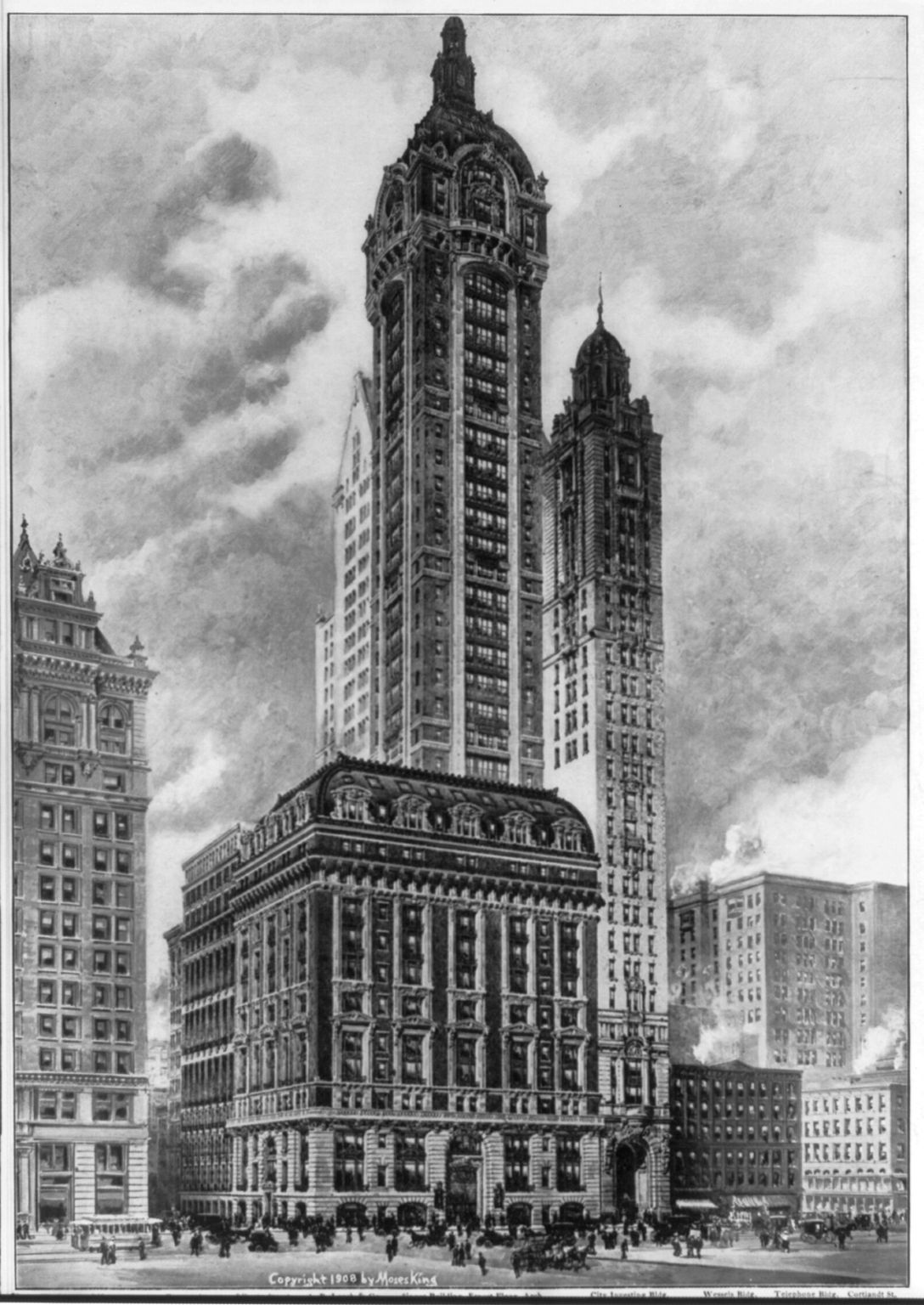
Singer Building 1908

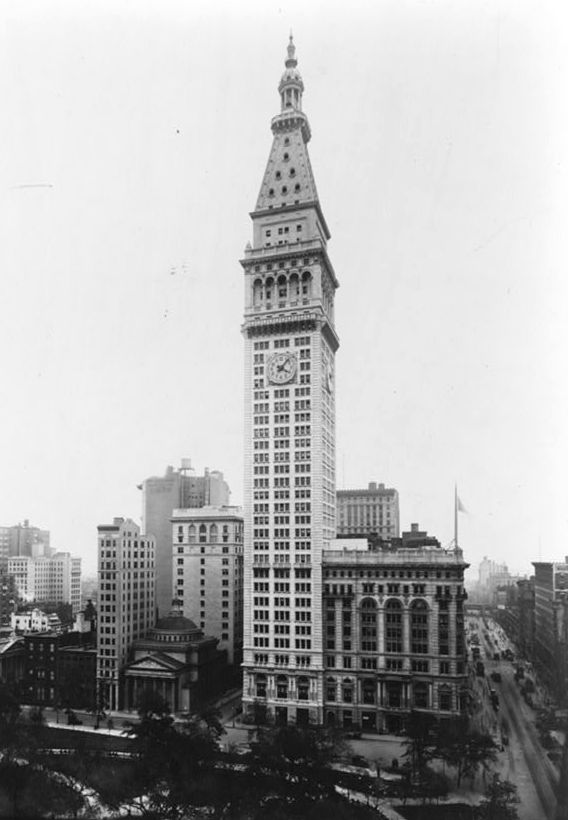
Met Life Tower 1909
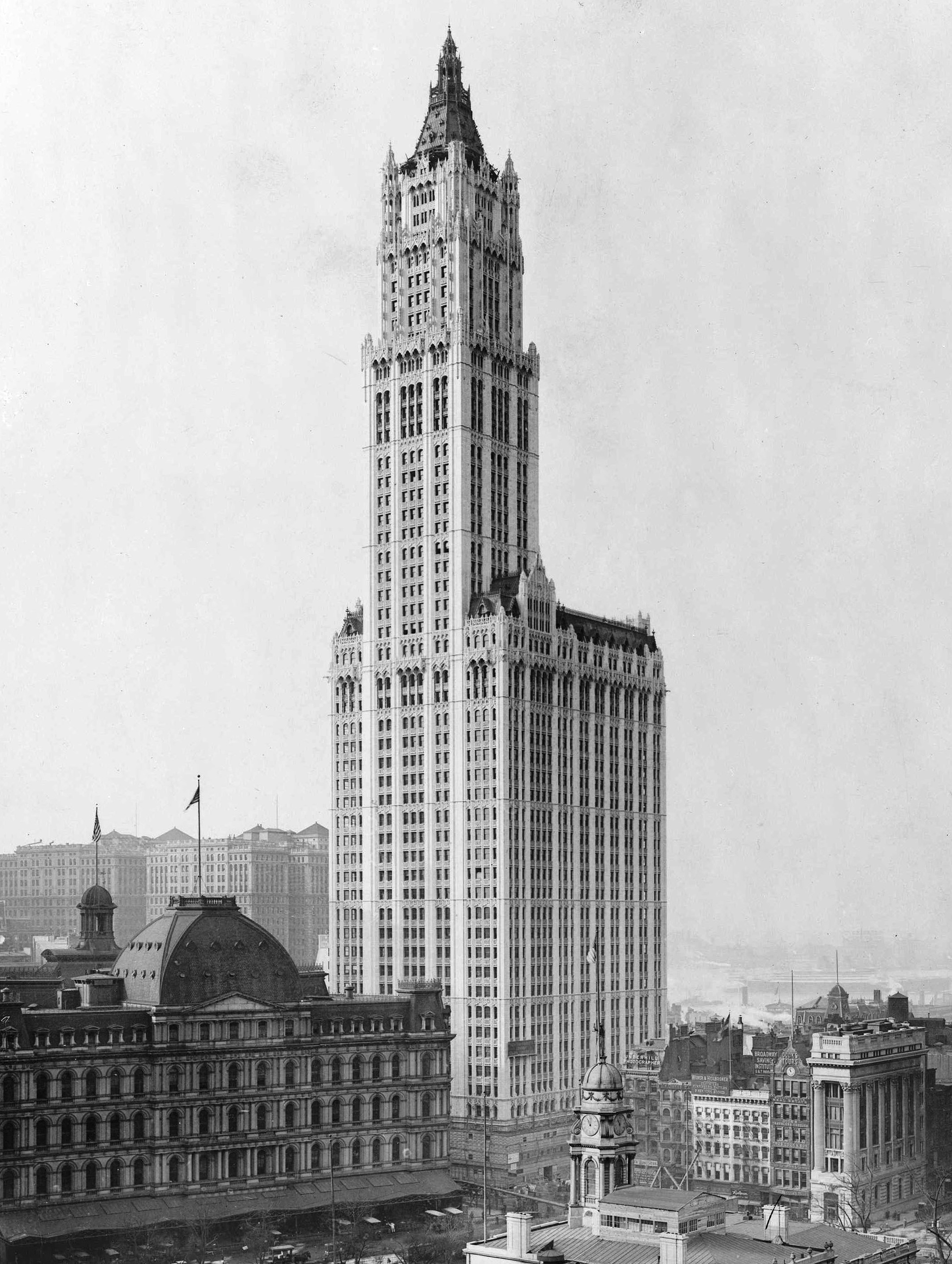
Woolworth Building 1913
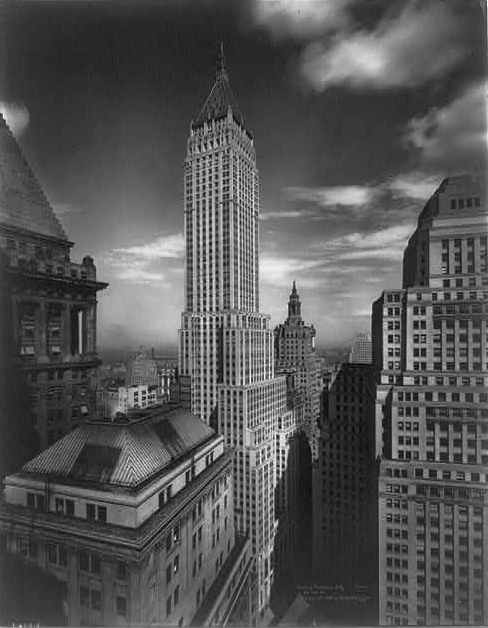
40 Wall Street 1930
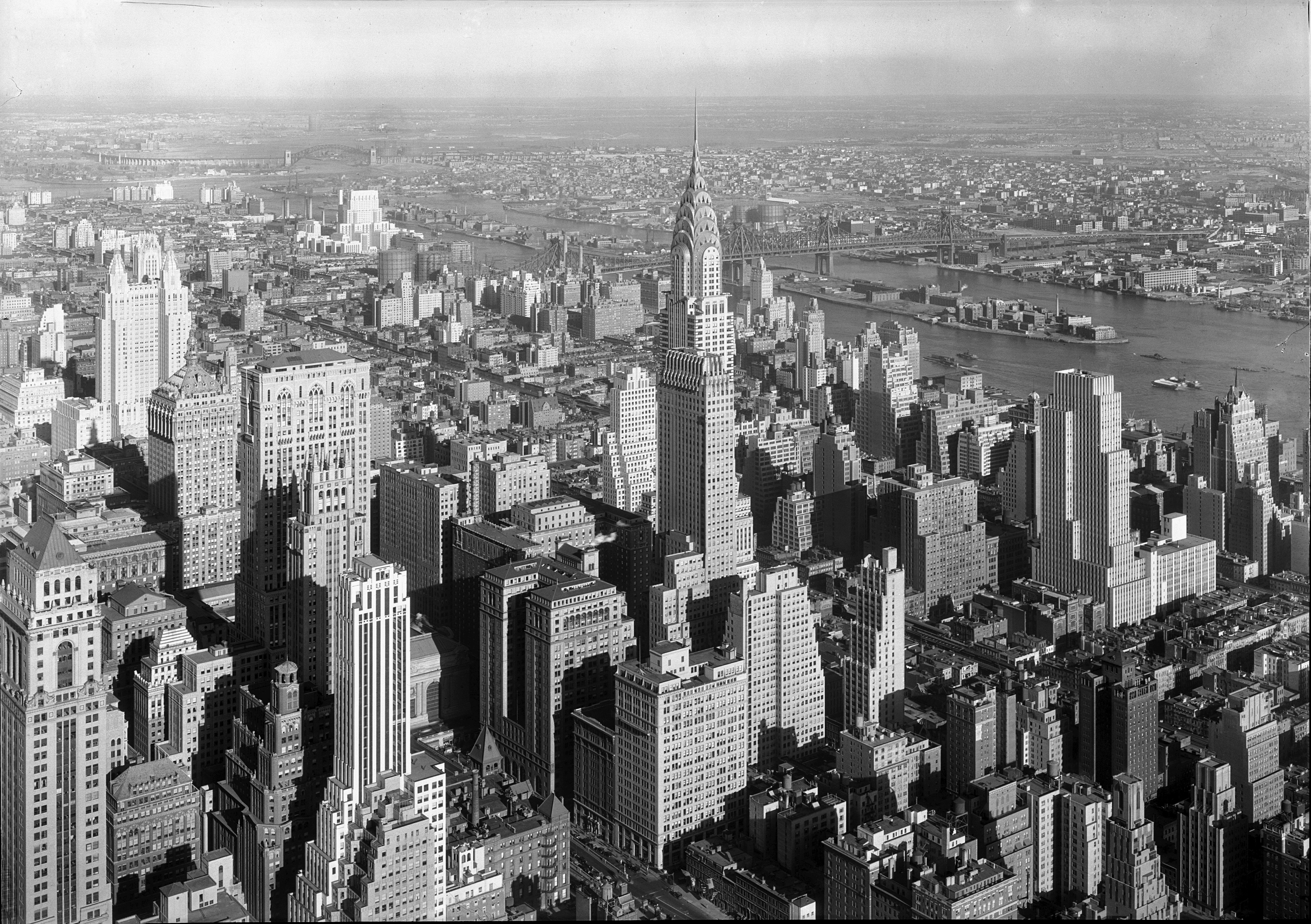
Chrysler Building 1930
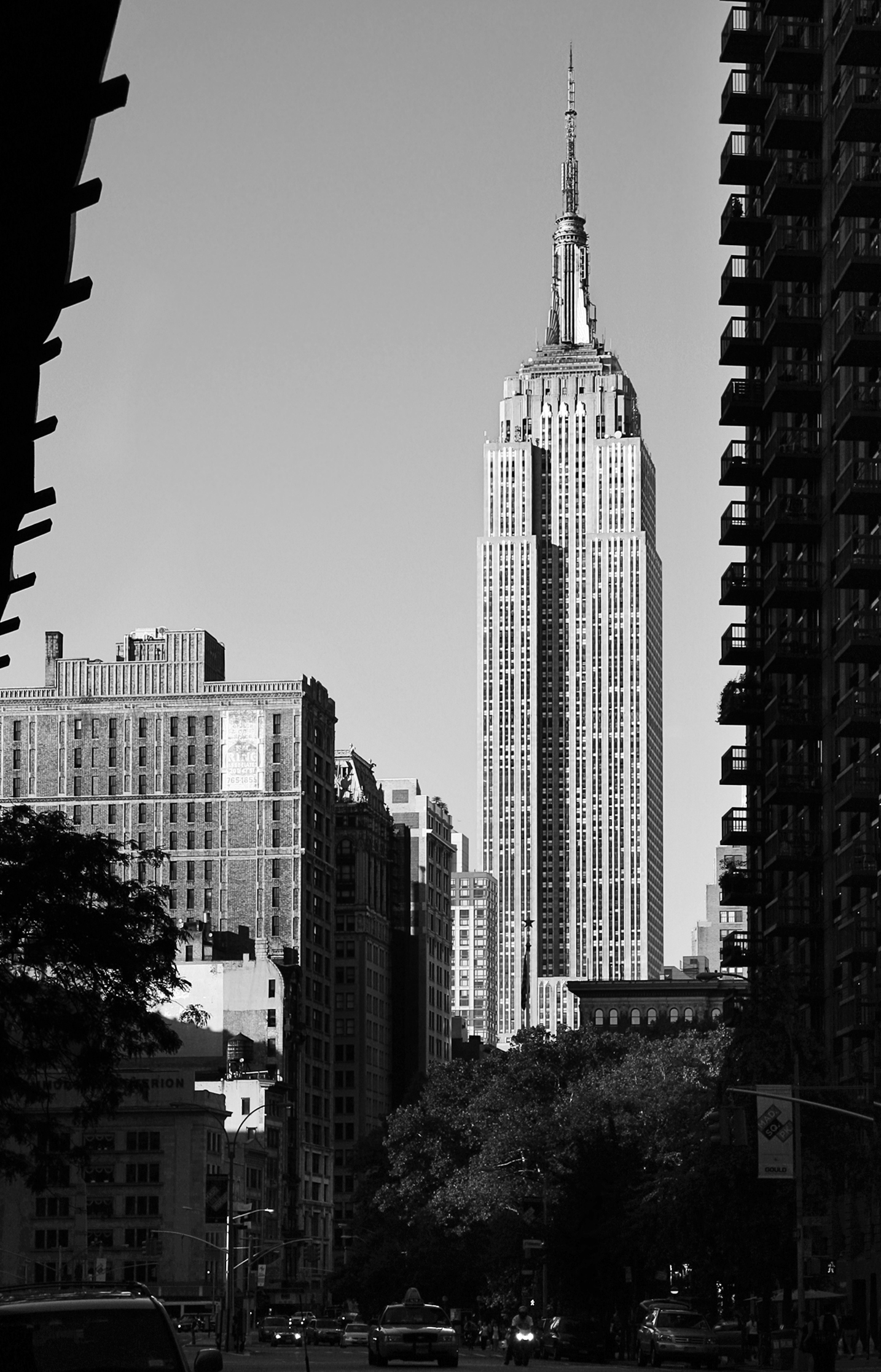
Empire State Building 1931

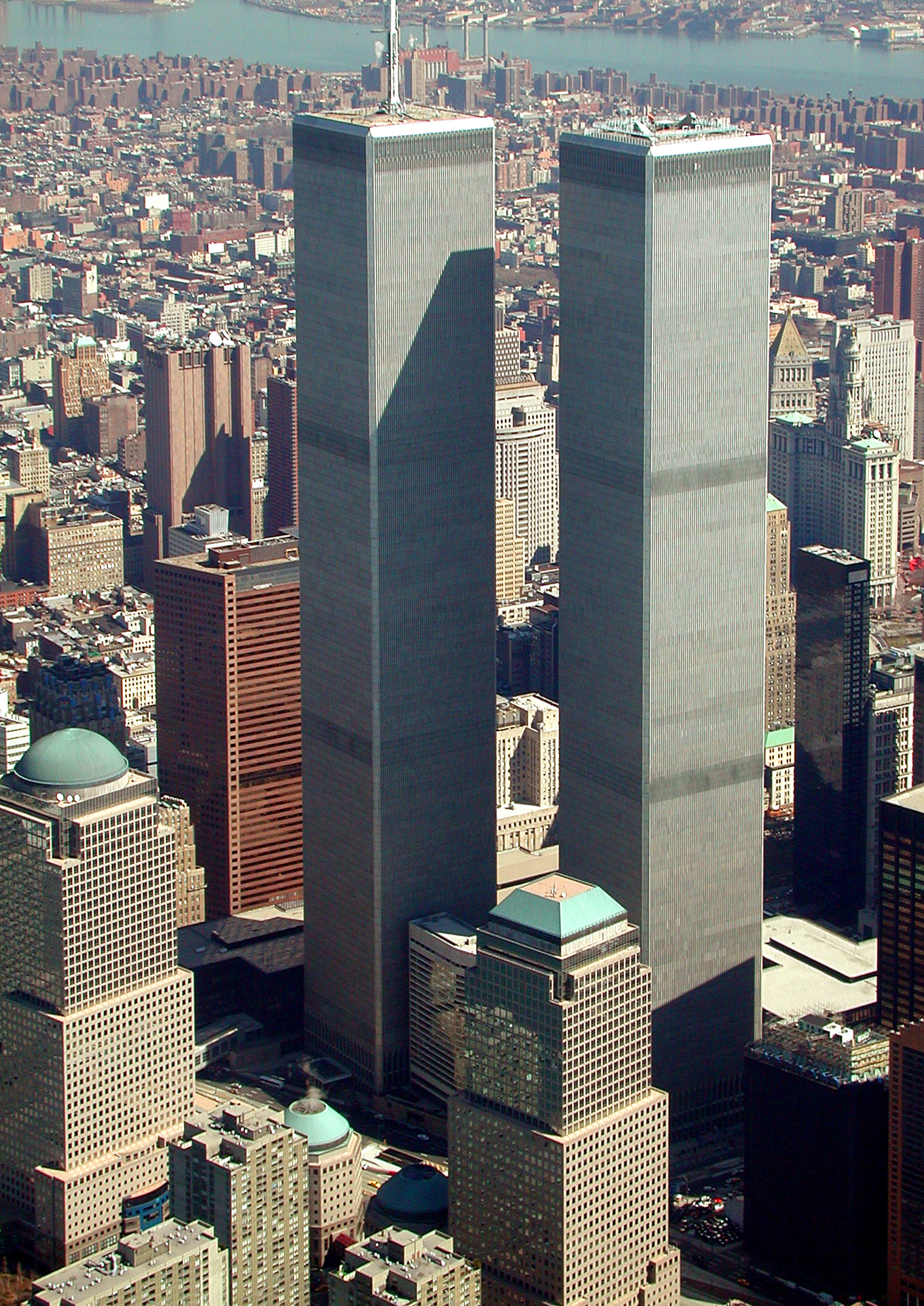
World Trade Center 1972
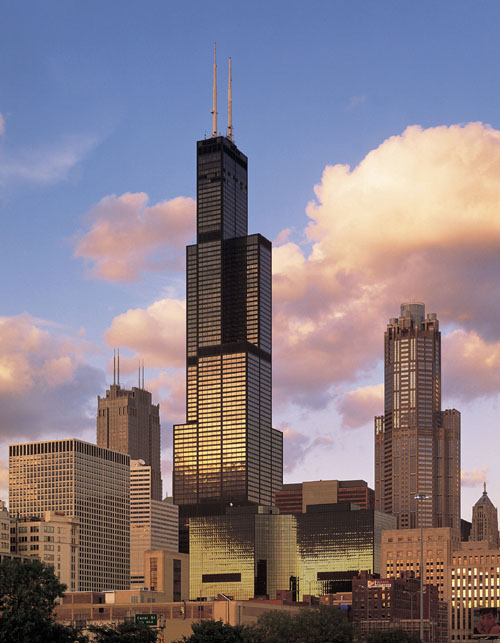
Willis Tower 1974
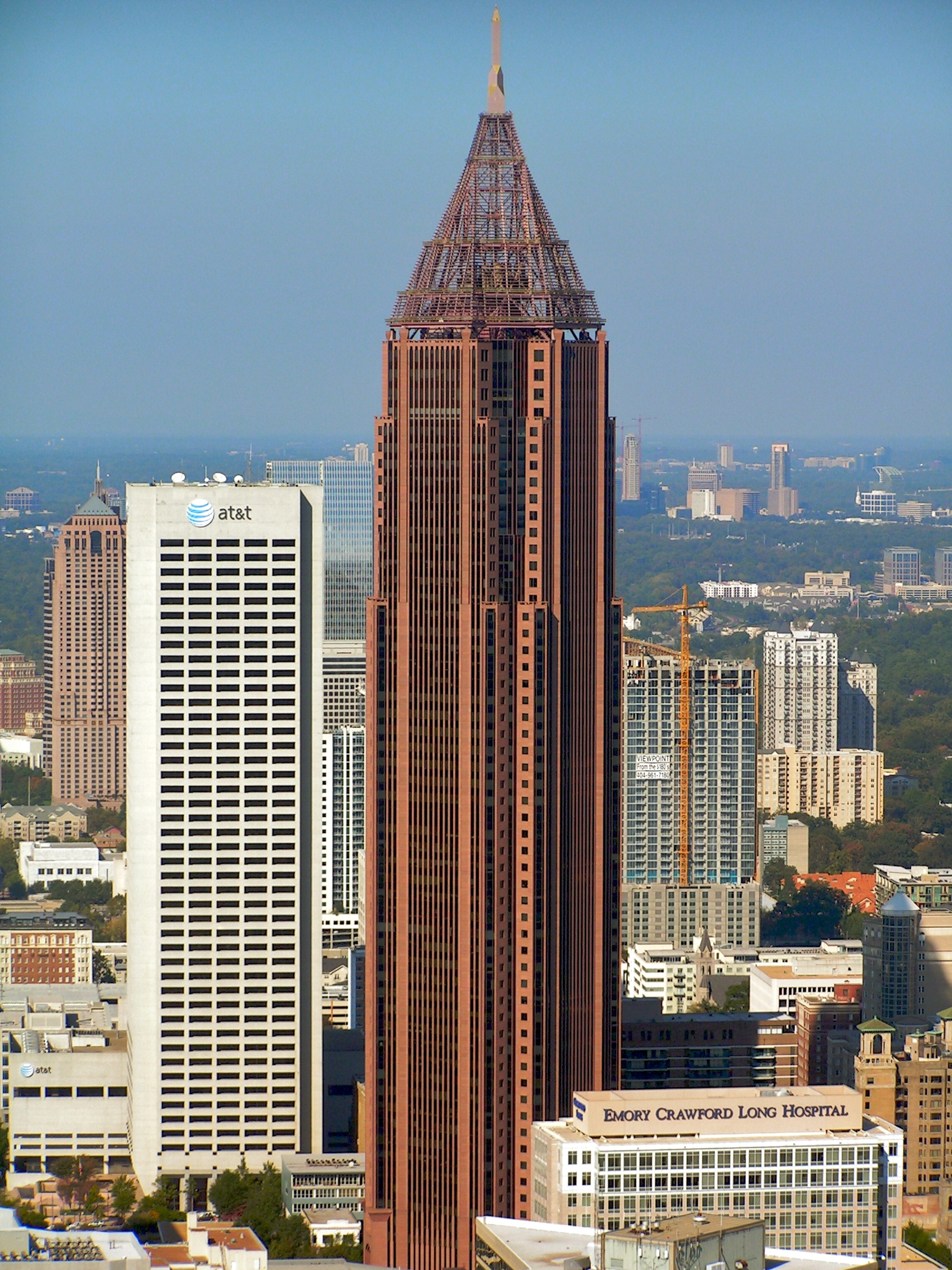
Bank of America Plaza 1992
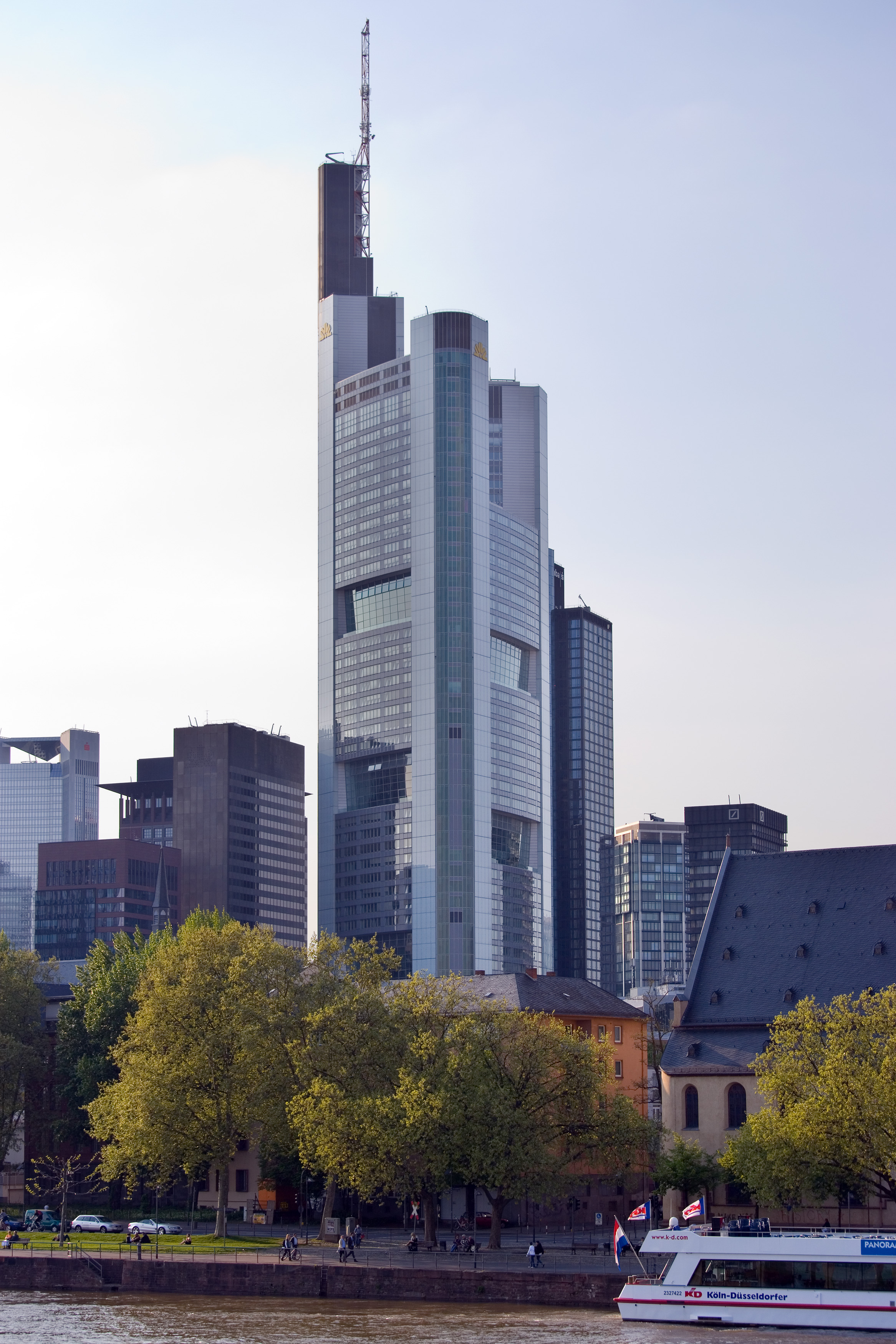
Commerzbank Tower 1997

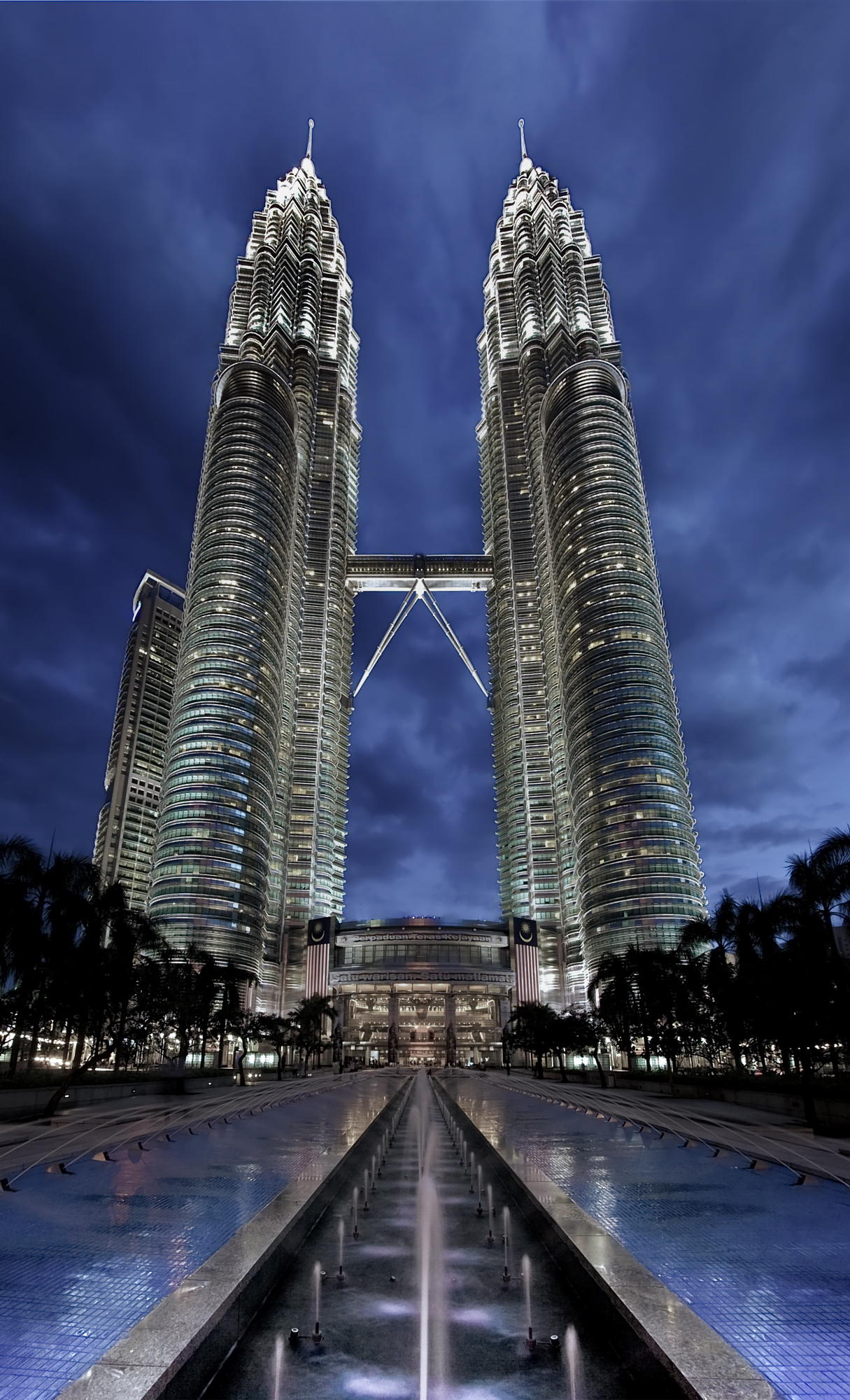
Petronas Twin Towers 1998
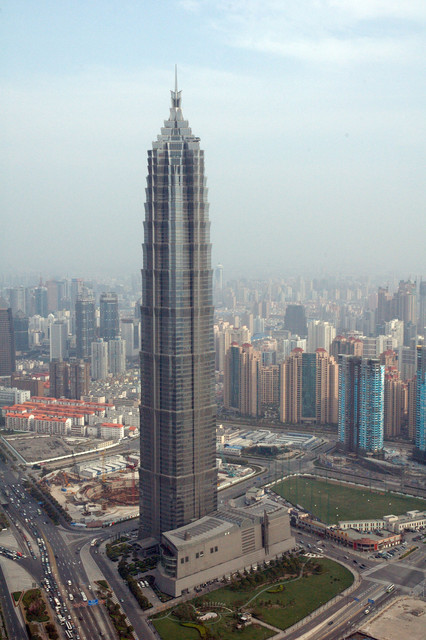
Jin Mao Tower 1998
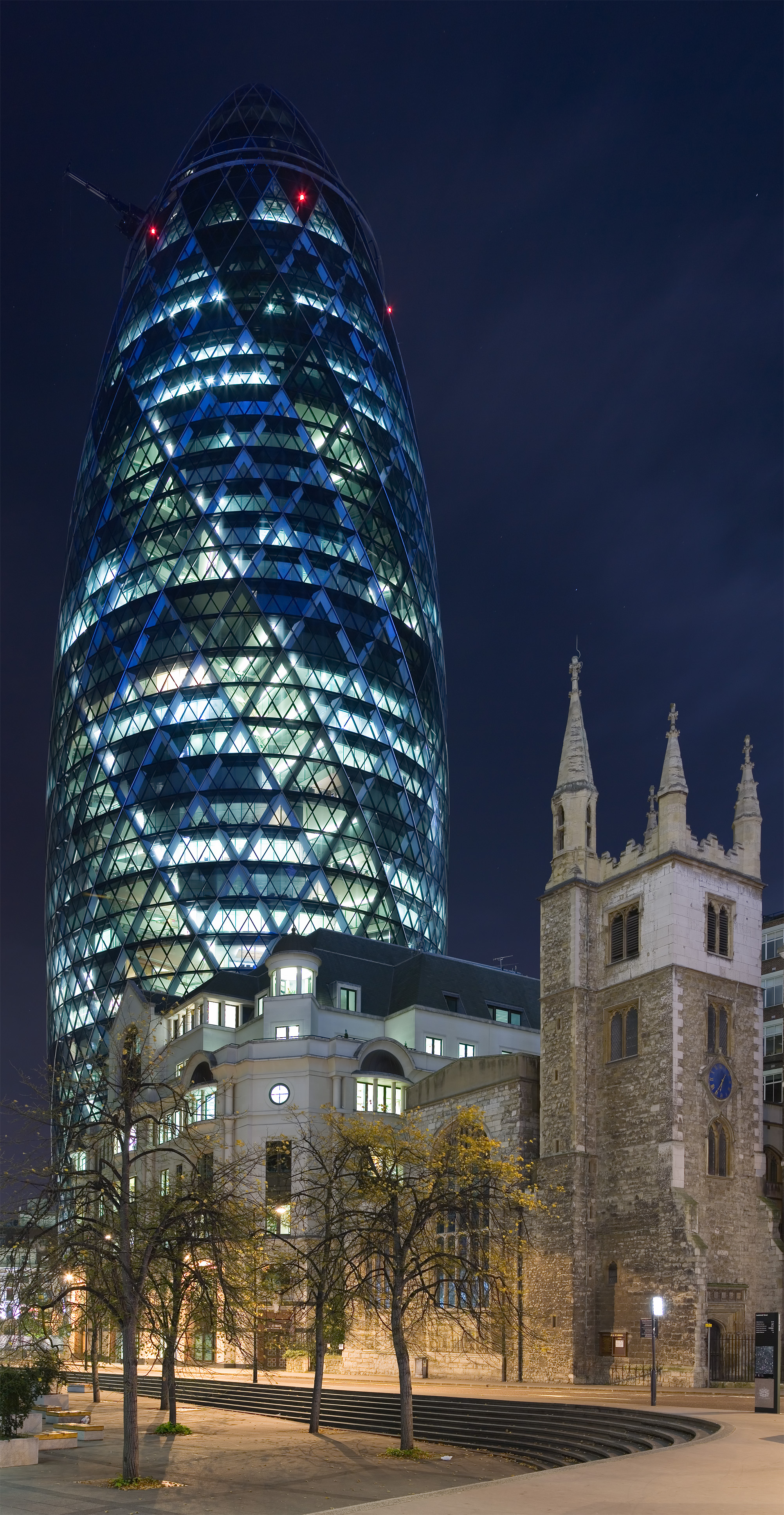
30 St Mary Axe 2003
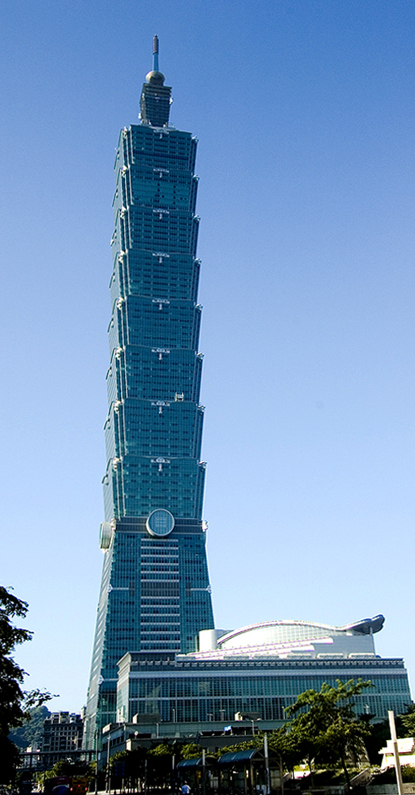
Taipei 101 2003